# Söm (textilhantverk)
Söm är en serie av stygn i syfte att sammanfoga tyg- eller skinnstycken oftast med hjälp av nål och sytråd. Ibland har sömmen endast en dekorativ funktion. Stygnet utgörs av avståndet mellan ett nedstick och ett uppstick av nålen.

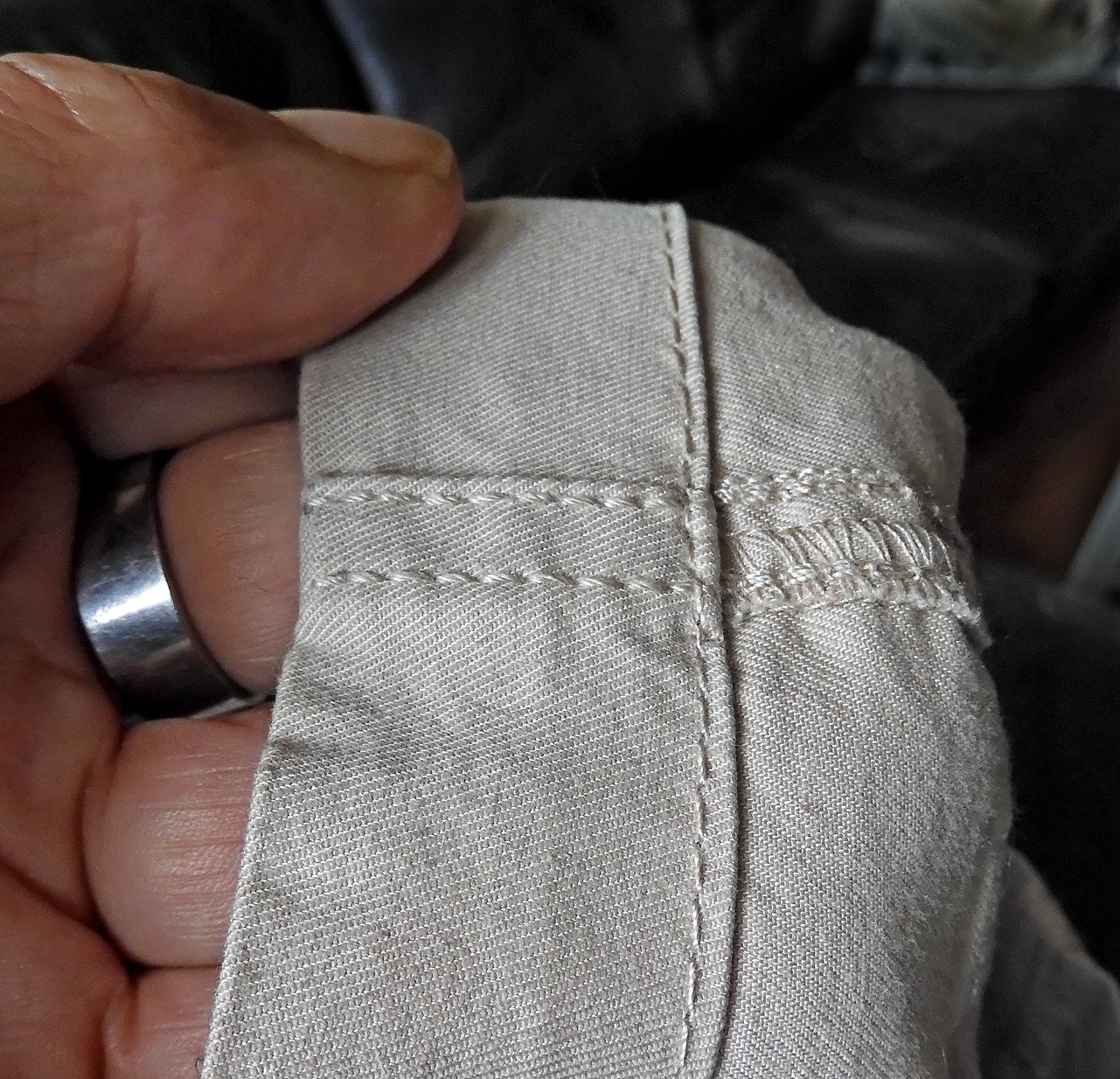
Sömmar på ett byxben.